# Deelring
In de ringtheorie, een deelgebied van de wiskunde, is een deelring een deelverzameling van een ring, die de multiplicatieve identiteit bevat en die zelf ook een ring is onder dezelfde binaire operaties als de oorspronkelijke ring. Voor auteurs die niet eisen dat ringen een multiplicatieve identiteit bevatten hoeven deelringen deze multiplicatieve identiteit ook niet te bezitten (als er ten minste een multiplicatieve identiteit bestaat). Het laten vervallen van deze eis leidt tot het extra voordeel dat idealen deelringen worden. 
Een deelring van een ring {\displaystyle (R,+,*)} is een deelgroep van {\displaystyle (R,+)} die de mutiplicative identiteit bevat en die gesloten is onder de operatie vermenigvuldiging.
De ring {\displaystyle \mathbb {Z} } van de gehele getallen is bijvoorbeeld een deelring van het veld van de reële getallen en ook een deelring van de ring van veeltermen {\displaystyle \mathbb {Z} [X]}.
De ring {\displaystyle \mathbb {Z} } heeft geen deelringen met multiplicatieve identiteit, behalve zichzelf.
Elke ring heeft een unieke kleinste deelring, isomorf aan hetzij de gehele getallen {\displaystyle \mathbb {Z} } of aan een willekeurige ring {\displaystyle \mathbb {Z} /n\mathbb {Z} }, waarin {\displaystyle n} een niet-negatief geheel getal is (zie karakteristiek).
De deelringtest stelt dat voor elke ring, een niet-lege deelverzameling van die ring, zelf ook een ring is als deze ring gesloten is onder vermenigvuldiging en aftrekken en een multiplicatieve identiteit heeft.